# المعهد القضائي (العراق)
المعهد القضائي في العراق هو دائرة حكومية تعليمية لتأهيل قضاة المحاكم ونُوّاب الادعاء العام، ولا يُعيّن القاضي(1) ما لم يكن متخرجاً من المعهد القضائي، أُسّسَ المعهد يوم 29 آذار سنة 1976م، وهو تشكيل من تشكيلات مجلس القضاء الاعلى بحسب القانون رقم 70 لسنة 2017، وكان المعهد قبل ذلك دائرة تابعة لوزارة العدل(2)، مدة الدراسة سنتان يحصل المتخرج منه على شهادة دبلوم تعادل شهادة الدبلوم العالي في العلوم القضائية، يُشترط للدراسة في المعهد أن يكن الطالب عراقيّ الجنسية، وحاصلاً على شهادة بكالوريوس القانون أو ما يعادلها، وأن تكون له ممارسة فعلية للمحاماة أو في مناصب قضائية أو قانونية في الدوائر الحكومية لمدة ثلاث سنوات فأكثر، وأن يكون حسن السيرة والسلوك والسمعة، غير محكوم سابقاً بجناية ولا جنحة، وأن يجتاز الامتحان التحريري والشفهي واللياقة البدنية والفحص الطبي، وأن يكون عمره بين 28 سنة و40 سنة. كان المعهد يجيز للذكور والإناث التسجيل والدراسة في المعهد حتى سنة 1984م حين صدر قرار بمنع الإناث من الدراسة في المعهد، ومنع المتخرجات السابقات من التعيين في مجال القضاء، وبعد الاحتلال الأمريكي للعراق سنة 2003، فُتح باب التسجيل للإناث. خرّيجو المعهد القضائي، يصبحون قضاةً، تُعيّنهم وزارةُ العدل ومجلس القضاء الأعلى، ويُصدر رئيسُ الجمهورية قرار تعيينهم وفقاً للمادة (37/ أولاً)، وهذا يقتضى منع عزل القضاة أو فصلهم إلا بمرسوم جمهوري، سعياً إلى استقلالية القضاء. عنوان المعهد القضائي في المحلة 305، منطقة الوزيرية، قضاء الأعظمية شمال بغداد.

## خطوات القبول
الخطوة الأولى لمن يريد الدراسة في المعهد القضائي أن يجتاز امتحاناً تحريرياً في القانون، ثم تقابله لجنة ذات 5 قضاة أو مدعين عامّين للاطلاع على مظهر الطالب ومقبولية هيئته وكلامه وسلوكه بما يتلاءم مع مهنة القاضي، والخطوة الثالثة هي النظر في نسب الطالب وفي قوة صلة عائلته بالوجهاء، هذه الخطوة الثالثة غير مكتوبة، وتُعدّ عقبة لطالبي الدراسة في المعهد وفقاً للكاتب دان ورنوك Dan Warnock.

## شروط التقديم للمعهد القضائي
1. أن يكون متخرجا من إحدى كليات القانون في جمهورية العراق أو كلية معترف بها بشرط اجتيازه امتحانا بالقوانين العراقية يحدد مجلس المعهد مواده وكيفية إجراءه.
2. أن يكون قد مارس المحاماة ممارسة فعلية مدة لا تقل عن ثلاث سنوات وليس في مرافعاته خلل على حساب الحق والعدالة والقانون أو انه مارس وظيفة قضائية أو قانونية في دوائر الدولة أو القطاع العام للمدة المذكورة في الأقل.
3. أن لايزيد عمره عند قبوله في المعهد على أربعين سنة ولا يقل عن ثمان وعشرين سنة.
4. أن يكون محمود السيرة وحسن السمعة والسلوك.
5. أن تتوفر فيه الجدارة البدنية واللياقة.
6. أن لا يكون قد سبق فصله من المعهد.
7. أن يكون عراقيا بالولادة ومن أبوين عراقيين بالولادة ومتمتعا بالأهلية المدنية الكاملة.
8. أن لا يكون محكوما عليه بجناية غير سياسية أو جنحة مخلة بالشرف.
9. أن يكون متزوجاً، قال القاضي حيدر علي نوري «نجد أنَّ شرط الزواج في المتقدم للمعهد القضائي هو شرطٌ من شروط القبول فيه، استناداً لما تم إقراره من مجلس المعهد القضائي وشروط القبول المعلنة من المعهد القضائي التي تعدُّ بمثابة تعليمات ملزمة..».[13]

وذكر مسؤول في وزارة العدل لجريدة المدى أن لجنة دراسة تطوير المعهد القضائي أوصت بأن يكون معدل المتقدم لا يقل عن (65%) أو درجة متوسطة من مجموع معدل تخرجه من كلية القانون وأن تعطى الأولوية في القبول لموظفي المحاكم والأجهزة والدوائر العدلية كونهم يملكون الخبرة والكفاءة في العمل القضائي والعدلي والقانوني.

## المستمسكات المطلوبة
1. تأييد تخرج
2. هوية الأحوال المدنية للمتقدم ووالديه وزوجته (أصل وصورة)
3. شهادة الجنسية العراقية للمتقدم ووالديه وزوجته (أصل وصورة)
4. صورة شخصية ملونة عدد (10)
5. عقد الزواج مصدق (2 نسخة)
6. بطاقة السكن (2 نسخة)
7. قرارات حكم مصدقة إذا كان محاميا
8. تعهد خطي عن عدد مرات التقديم
9. طلب التقديم.[15]

## الهوامش
- «1»: ذُكر في كتاب (أحكام قوانين الاحوال الشخصية بين الشريعة الإسلامية والقانون) المنشور سنة 2016 «أجازت الفقرة الثالثة المضافة إلى المادة الرابعة من القانون رقم 16 لنسة 1988 الذي جاء معدلاً لأحكام قانون التنظيم القضائي رقم 160 لسنة 1979 يُعيَّنُ المحامي قاضياً بمرسوم جمهوري إذا أمضى مدة ممارسة في مهنة المحاماة لا تقل عن عشر سنوات ولم يتجاوزز عمره الخامسة والأربعين، استثناءً من شرط التخرج من المعهد القضائي».[16]
- «2»: قال محمد صالح الدلوي في كتاب (دور القضاء الدستوري في إرساء مبدأ الفصل بين السلطات) «أما في العراق فبقيت هناك مشكلتان عالقتان، وهما تبعية المعهد القضائي إلى وزارة العدل مما يجعل أحد روافده الرئيسية المخصصة لإعداد القضاة والادعاء العام تابعاً للسلطة التنفيذية، والتي يمكن من خلالها أن تلجأ إلى إدخال عناصر غير مؤهلة لتولي المهام القضائية تختارهم على أسس مختلفة دون مراعاة لاعتبارات العدالة والمساواة في الاختيار... ولهذا ينبغي أن يرتبط المعهد القضائي بمجلس القضاء الأعلى بدلاً من وزارة العدل، ليتولى اختيار المرشحين المؤهلين وفق الأسس العلمية الصحيحة».[17]